# Terytorium Idaho

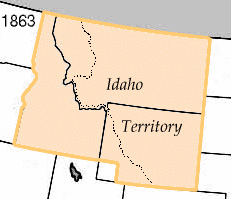
Terytorium Idaho w roku 1863

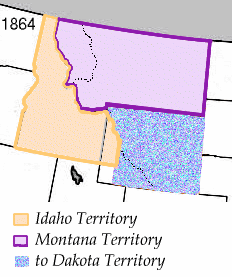

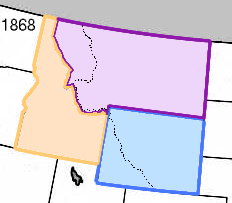
Terytoria Idaho, Montana i Wyoming w 1868

Terytorium Idaho jest terytorium zorganizowanym Stanów Zjednoczonych, które istniało od 1863 do 1890 roku.

## Lata 60. XIX wieku

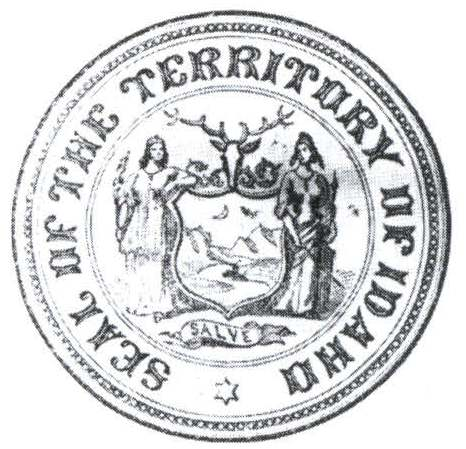
Pieczęć Terytorium Idaho z lat 1866-1890

Terytorium zostało oficjalnie uznane za zorganizowane 4 marca 1863 roku ustawą Kongresu, i tego samego dnia podpisaną przez prezydenta Abrahama Lincolna. Powstało z następujących obszarów: terenów na zachód od kontynentalnej granicy zlewisk, które uprzednio nosiły nazwę Terytorium Oregonu i Terytorium Washingtonu, oraz z terenów na wschód od kontynentalnej granicy zlewisk będących częścią Terytorium Dakoty. Nowe terytorium zajmowało większość dzisiejszych stanów Idaho, Montana i Wyoming.
Pierwszą stolicą nowego terytorium była miejscowość Lewiston. Boise zostało uznane za stolicę w roku 1865.
Chociaż Masakra nad Bear River w roku 1863 w dzisiejszym hrabstwie Franklin jest uważana za najdalej na zachodzie stoczoną bitwę amerykańskiej wojny secesyjnej, wstrząs wywołany wojną i rekonstrukcją był mało odczuwalny przez mieszkańców Terytorium Idaho, co zachęcało do osiedlania się uciekinierów ze wschodu.
W roku 1864 powstało Terytorium Montany, zorganizowane na ziemiach leżących na północny wschód od pasma Bitteroot. Większość południowo-wschodnich ziem weszła w skład Terytorium Dakoty.
W końcu lat sześćdziesiątych XIX wieku Terytorium Idaho stało się celem rozgrywki pomiędzy demokratami z południa, którzy opowiadali się za Konfederacją w czasie wojny secesyjnej, a republikanami. Demokraci posiadali większość w lokalnych legislaturach terytorialnych, w związku z czym często dochodziło do konfliktów z republikańskimi, mianowanymi, gubernatorami. Walka polityczna była szczególnie zacięta w roku 1867, kiedy gubernator David W. Ballard wezwał na pomoc przeciw terytorialnej legislaturze wojsko stacjonujące w Fort Boise. Jednak do roku 1870 polityczne konflikty ustały.
W roku 1868 obszar na wschód od 111. południka weszły w skład nowo utworzonego Terytorium Wyoming. W ten sposób Terytorium Idaho znalazło się w granicach dzisiejszego stanu. Odkrycie złota, srebra i innych dóbr naturalnych w Idaho na początku lat sześćdziesiątych, jak również ukończenie budowy pierwszej transkontynentalnej linii kolejowej w roku 1869, skłoniło wielu imigrantów do osiedlania się tutaj, w tym chińskich robotników w kopalniach i na kolei. Gdy Idaho stało się stanem USA, jego głównymi źródłami dochodu stały się górnictwo i rolnictwo. W latach 1890., na przykład, Idaho wydobywało więcej ołowiu niż jakikolwiek inny stan USA.

## W okresie późniejszym
W roku 1870 rozpoczęto w pobliżu Boise budowę Terytorialnego Więzienia, które ukończono w 1872. Instytucja penitencjarna była używana najpierw przez terytorium, a następnie przez stan do roku 1973. W końcu, w roku 1974, tzw. Old Idaho State Penitentiary została uznana za Narodowy Pomnik Historyczny Stanów Zjednoczonych. Obecnie w tym miejscu znajduje się muzeum więziennictwa i arboretum. Zaraz po utworzeniu Terytorium Idaho Territory stworzono system szkół publicznych i uruchomiono linie dyliżansów. Przed rokiem 1865 w Lewiston, Boise i Silver City powstały gazety codzienne. Linia telegrafu dotarła do Franklin w 1866, a do Lewiston w północnym Idaho w 1874 roku. Pierwsze połączenie telefoniczne z wybrzeżem Pacyfiku miało miejsce 10 maja 1878 roku w Lewiston.
Mormoni, stanowiący znaczną społeczność w Idaho, byli źle widziani przez większość obywateli. W roku 1882 odebrano im prawo głosu w związku z uprawianą przez nich poligamią. To było, między innymi, przyczyną, że Idaho uzyskało przywileje stanowe sześć lat przed Utah, terytorium większym i z większą liczbą obywateli.
Po przeniesieniu stolicy terytorium do Boise doszło do kontrowersyjnej propozycji podziału części północnej i południowej do terytoriów Washington i Nevada. Jednak w roku 1887 gubernator Edward A. Stevenson odmówił podpisania stosownej ustawy. W roku 1889 uniwersytet stanowy został przeniesiony do miejscowości Moscow z Eagle Rock (dzisiaj Idaho Falls) na południu.
Terytorium zostało przyjęte do Unii jako stan Idaho 3 lipca 1890 roku.